# Indikátordiagram

Négyütemű Diesel-motor indikátor-diagramja
1. Szívószelep nyit
2. Kipufogószelep zár
3. Szívószelep zár
4. Befecskendezés kezdete
5. Befecskendezés vége
6. Kipufogószelep nyit
S1 Szívóütem
S2 Sűrítés
S3 Munkaütem
S4 Kipufogás

Háromhengeres gőzgép vázlata és indikátirdiagramja

Az indikátordiagram a dugattyús gép hengerében uralkodó nyomás diagramja a dugattyú elmozdulásának (vagy a hengerbe zárt közeg térfogatának) függvényében. A gép tervezésekor a tervező számítások alapján elkészíti az elméleti indikátordiagramot, mely a gép méretezéséhez szükséges. A valóságos indikátordiagramot a James Watt által feltalált indikátorral lehet felrajzoltatni. Ez a műszer eredetileg mechanikus szerkezet volt, mely a lassú járású gőzgépek majd belsőégésű motorok dugattyús szivattyúk és kompresszorok fejlesztésének és karbantartásának fontos eszköze volt hosszú időn keresztül. A korszerű, nagy fordulatszámú dugattyús gépeken a mechanikus szerkezetek nem képesek követni a dugattyú mozgását és a gyors nyomásváltozást, itt elektronikus berendezéseket használnak.
A tervezés folyamán az elméleti indikátordiagram (az ábrán szürke kitöltőszínnel jelzett) területét meghatározzák. Ezt régebben planiméterrel végezték el, ez egy mechanikus műszer volt, mely segítségével bármely zárt síkgörbe területe megállapítható. Ma természetesen digitális eljárások használhatóak erre a célra. Az indikátordiagram hasznos területéből kiszámítható a pi indikált középnyomás. Ez az érték egy fiktív nyomás, mely ha a teljes lökettérfogaton egyenletesen hatna, ugyanakkora munkát fejtene ki mint az indikátordiagram által leírt változó nyomás. Egy hengernek az indikátor diagramból kiszámolható Pi indikált teljesítménye:
{\displaystyle P_{i}={\frac {d^{2}\pi }{4}}sp_{i}n},
ahol
{\displaystyle d} a henger furata,
{\displaystyle s} a dugattyú lökete,
{\displaystyle p_{i}} az indikált középnyomás,
{\displaystyle n} pedig a másodpercenkénti fordulatszám.
Az indikált teljesítményből számítható a tényleges teljesítmény: erőgépnél a mechanikai veszteséget levonni, munkagépnél hozzáadni kell.